# Saint Louis Art Museum

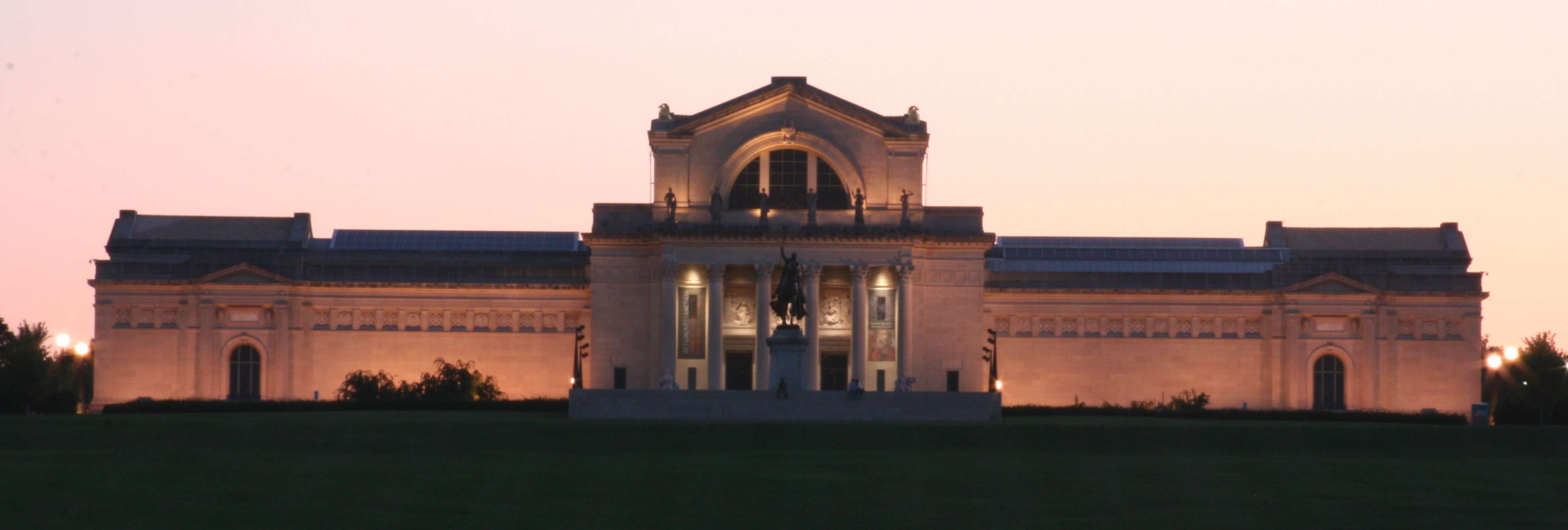
Saint Louis Art Museum.

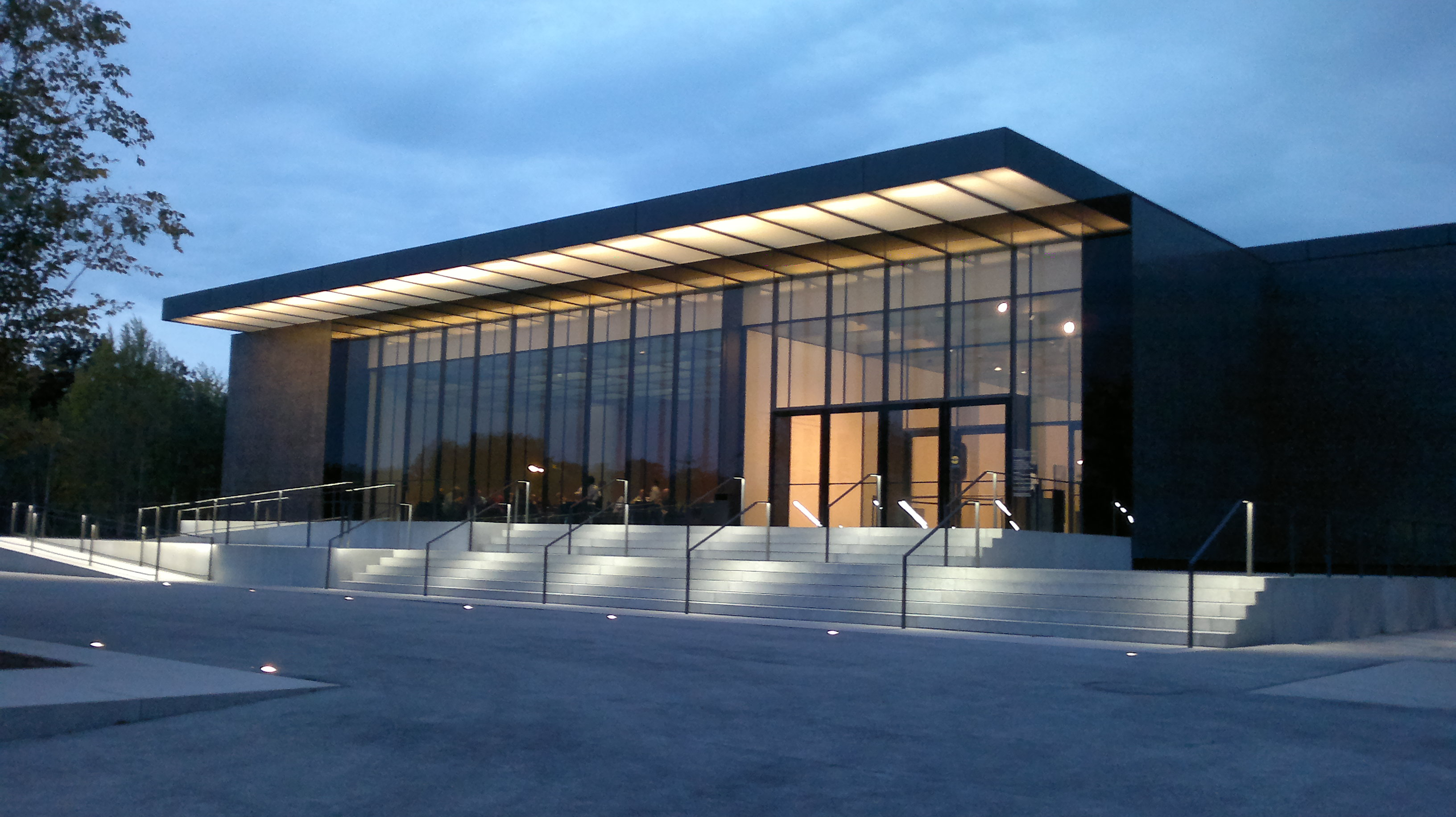
Neuer Museumsflügel

Das Saint Louis Art Museum (SLAM) ist ein 1879 gegründetes Kunstmuseum in St. Louis, Missouri. Im Jahr 2013 wurde das Museum um einen von dem britischen Architekten David Chipperfield entworfenen Anbau erweitert, der zusätzliche 21.000 Quadratmeter Galeriefläche umfasst. Im Rahmen dieser Erweiterung schuf der britische Künstler Andy Goldsworthy die ortsspezifische Installation Stone Sea, bestehend aus 25 eng aneinander gereihten Kalksteinbögen.

## Geschichte
Die Ursprünge des Museums gehen auf das Jahr 1879 zurück, als die Saint Louis School and Museum of Fine Arts als Teil der Washington University gegründet wurde. Nach der Weltausstellung 1904 zog das Museum in den von Cass Gilbert entworfenen Palace of Fine Arts im Forest Park. Im Jahr 1909 löste sich das Museum von der Universität und wurde eine öffentliche Einrichtung. 1972 erhielt es seinen heutigen Namen Saint Louis Art Museum.

## Sammlung
Die Sammlung umfasst über 34.000 Kunstwerke. Sie ist in neun Bereiche unterteilt: Amerikanische Kunst, Antike und Ägyptische Kunst, Kunst aus Afrika, Ozeanien und Amerika, Asiatische Kunst, Kunsthandwerk und Design, Europäische Kunst bis 1800, Islamische Kunst, Moderne und Zeitgenössische Kunst sowie Drucke, Zeichnungen und Fotografien. Ein Schwerpunkt des Museums liegt in deutscher Malerei des 20. Jahrhunderts, mit der größten Sammlung weltweit der Werke von Max Beckmann. Im Mai 1948 zeigte es eine große Beckmann-Retrospektive. Der Sammler Morton D. May (1914–1983) begann mit dem Aufbau seiner Beckmann-Sammlung im selben Jahr, nachdem er eine Ausstellung in Carl Valentins Buchholz Gallery besucht hatte. Er vermachte seine Sammlung dem Saint Louis Art Museum. Darüber hinaus besitzt das Museum bedeutende Werke von Künstlern wie Matisse, Gauguin, Monet, Picasso und Van Gogh. Im Foyer steht die knapp vier Meter hohe und sieben Tonne schwere Installation Breaking of the Vessels (1990) von Anselm Kiefer.

## Standbild von Ludwig IX.

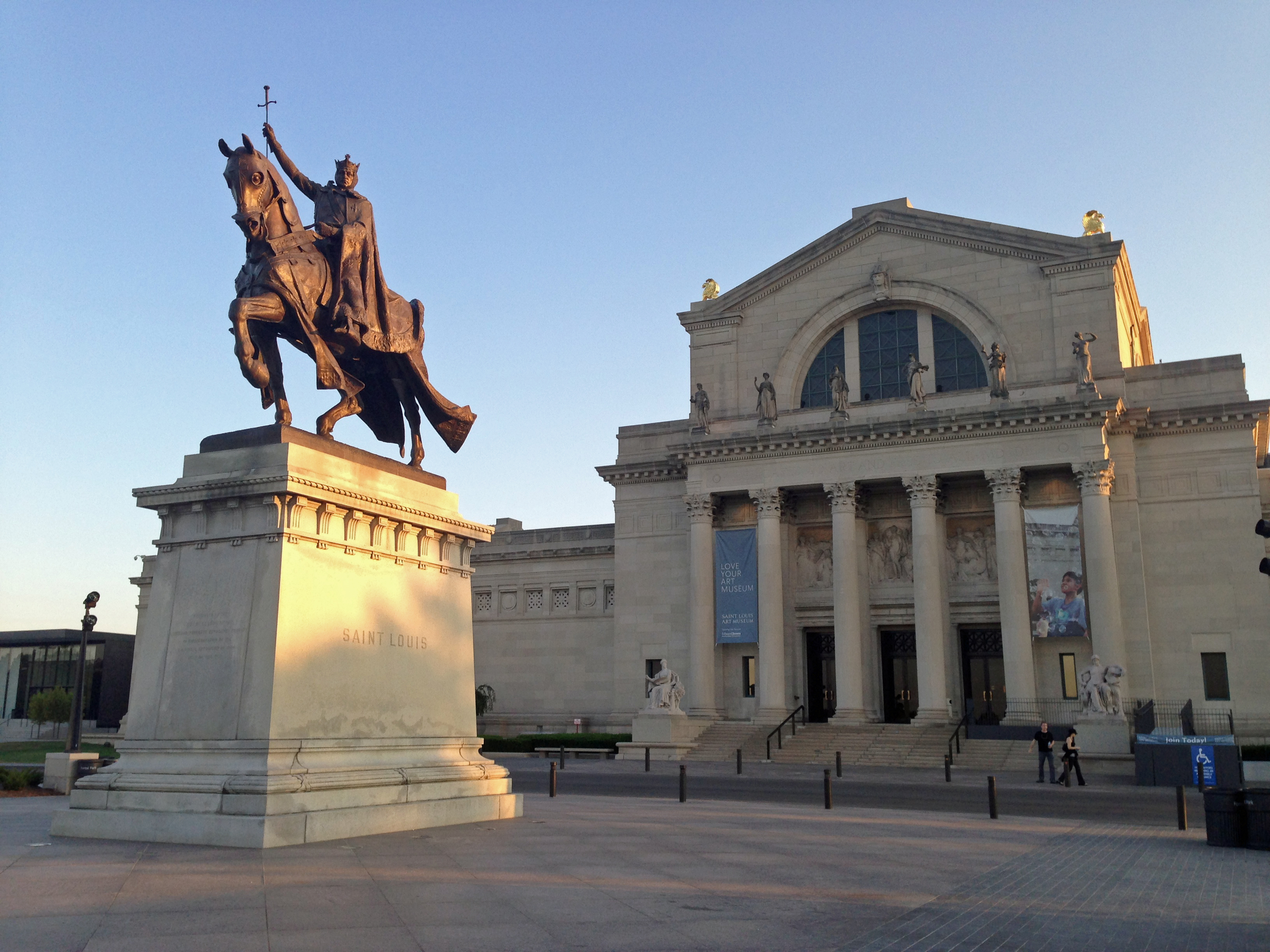
Reiterstatue Ludwig IX. vor dem St. Louis Art Museum

Vor dem Eingang des Museums steht seit 1906 Apotheosis of St. Louis, eine monumentale Reiterstatue des französischen Königs Ludwig IX. Die Bronzestatue ist die Nachbildung einer Gipsstatue des Bildhauers Charles Henry Niehaus, sie wurde nach der Weltausstellung 1904 von der Louisiana Purchase Exposition Company gestiftet.

## Werke (Auswahl)

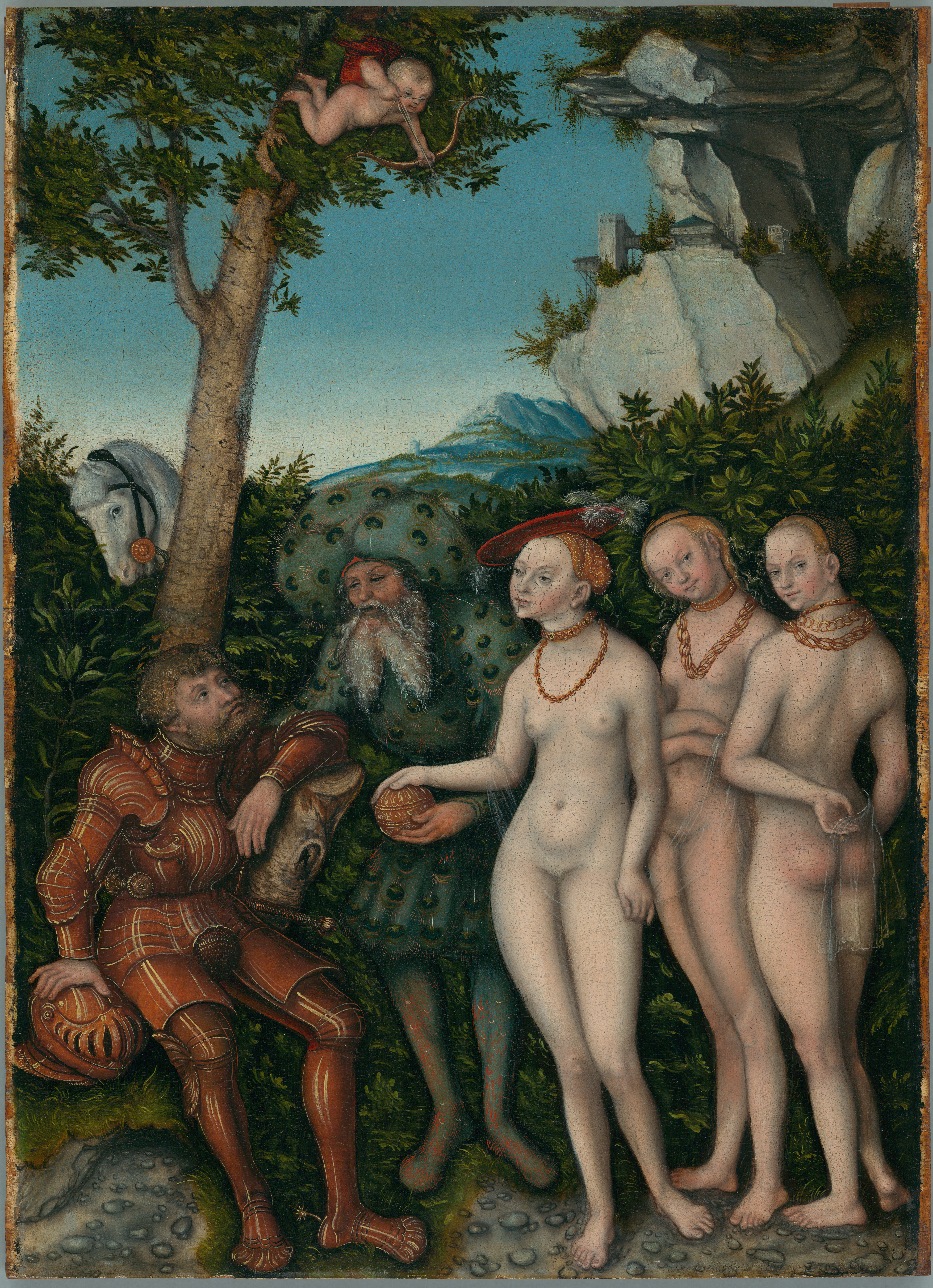
Lucas Cranach d. Ä.: Das Urteil des Paris, 1530
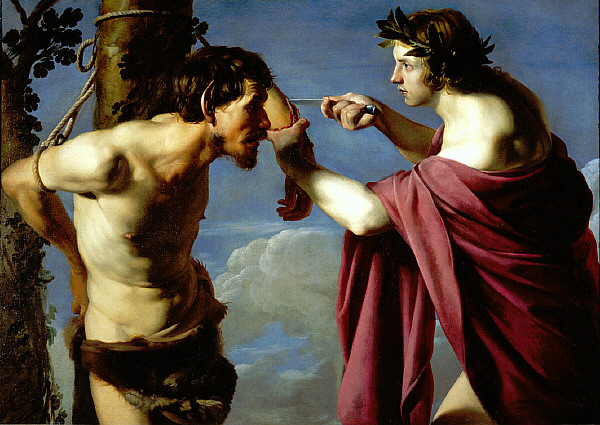
Bartolomeo Manfredi: Apollo and Marsyas, 1616–20
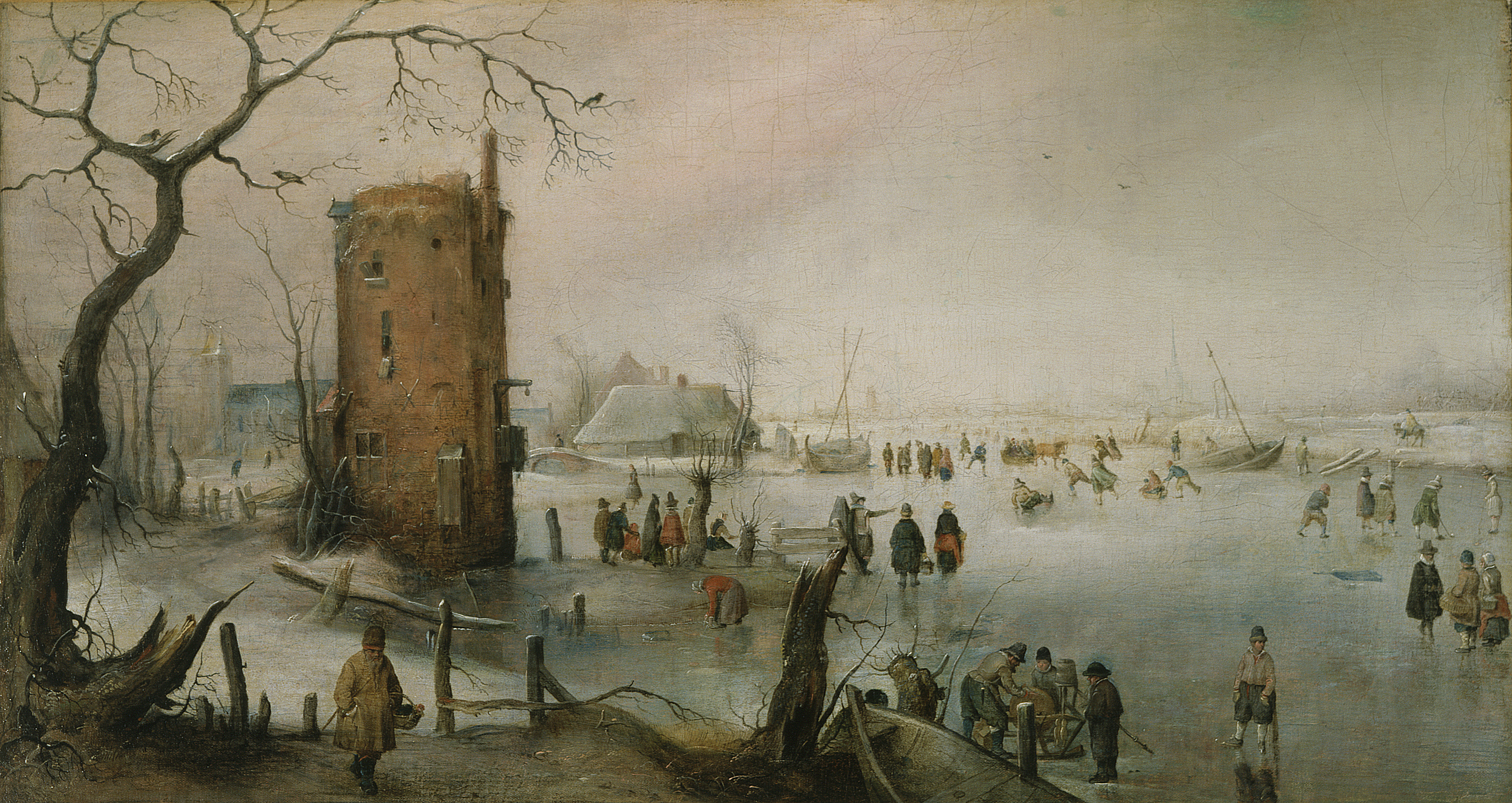
Hendrick Avercamp: Schlittschuhlaufen in der Nähe einer Stadt, 1610/20
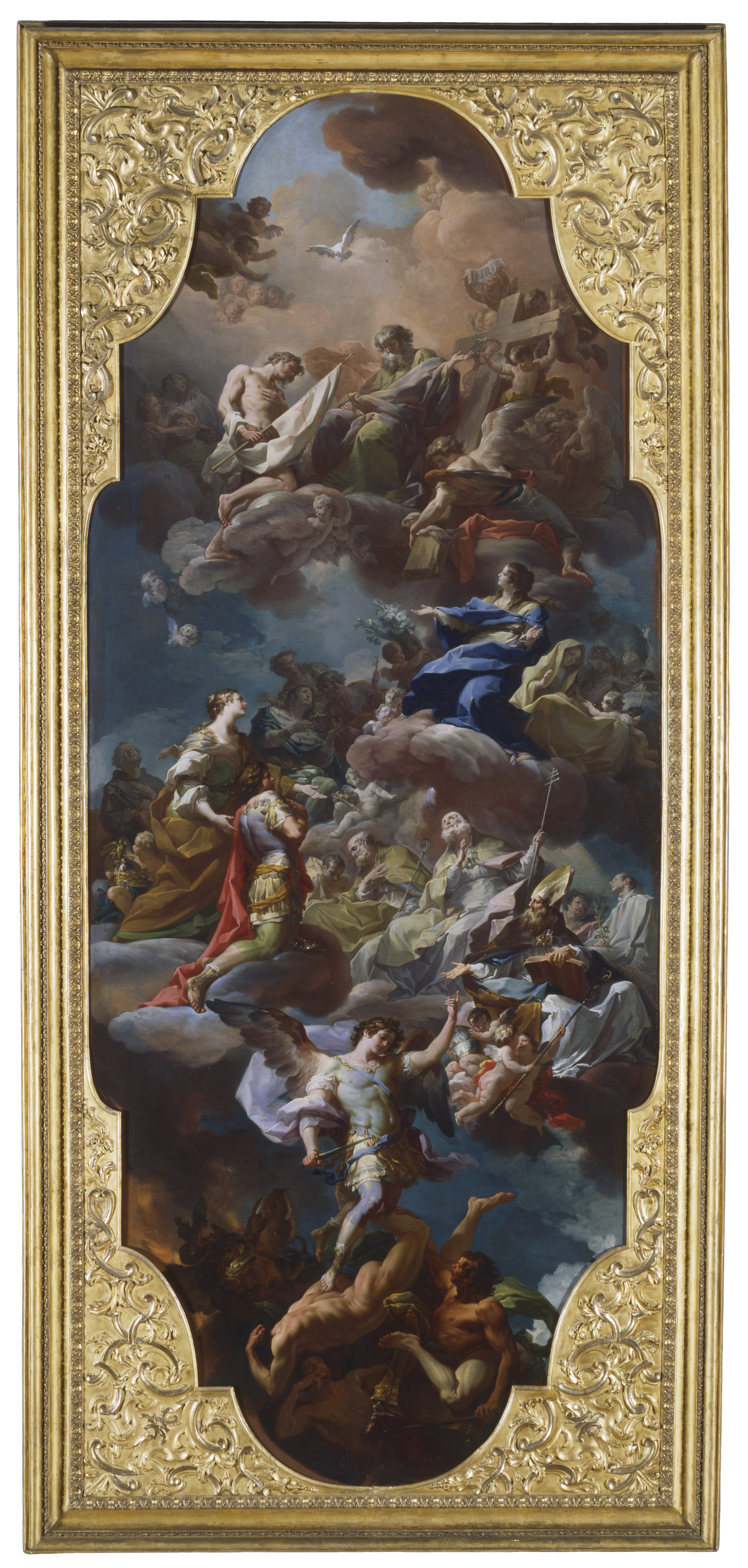
Corrado Giaquinto: The Virgin presents Saint Helena and Constantine to the Trinity, 1741–42
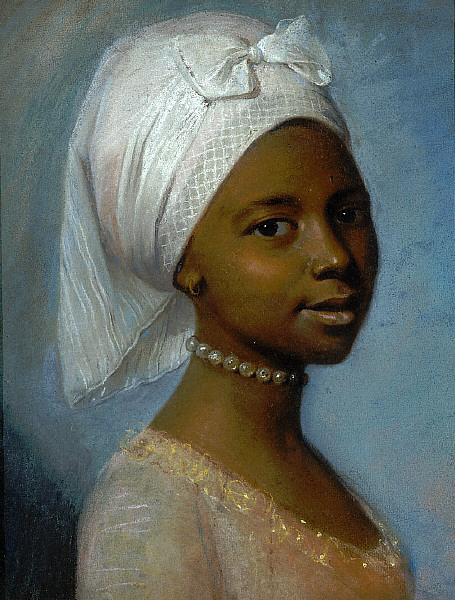
Anonym: Portrait of a young woman, ehemals Jean Etienne Liotard zugeschrieben (18. Jahrhundert)
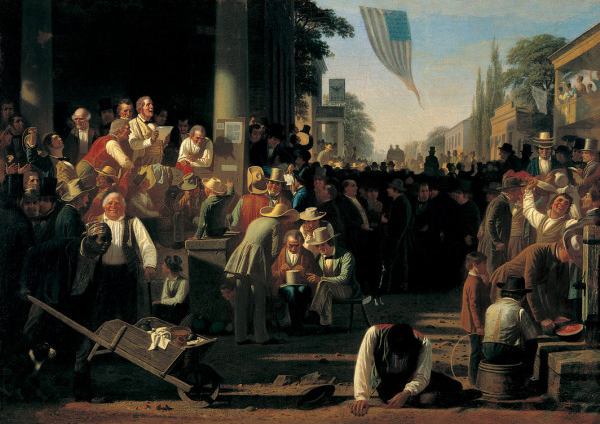
George Caleb Bingham, The Verdict of the People, 1854–55
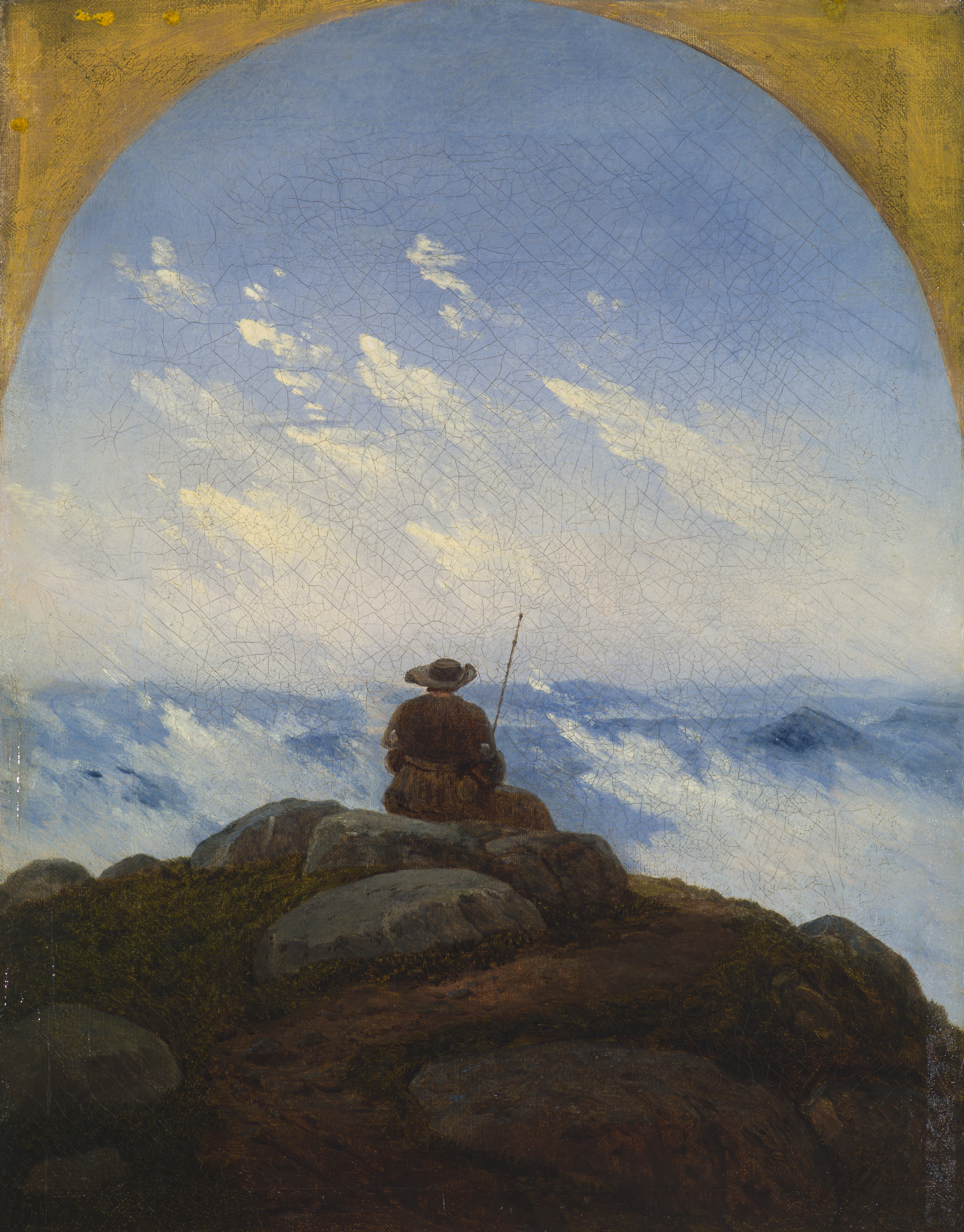
Carl Gustav Carus: Wanderer auf der Bergspitze, 1818
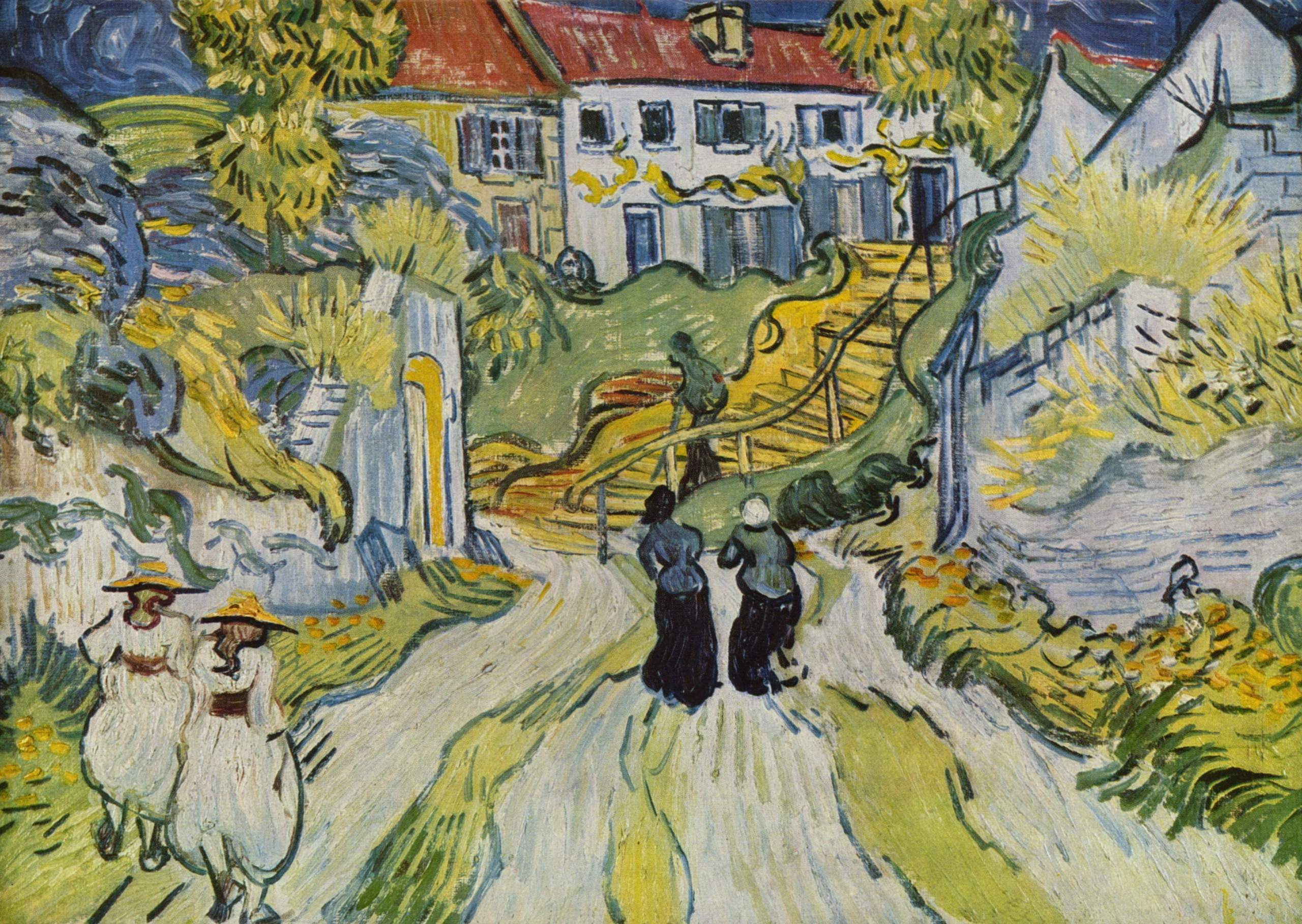
Vincent van Gogh: Stairway at Auvers, 1890
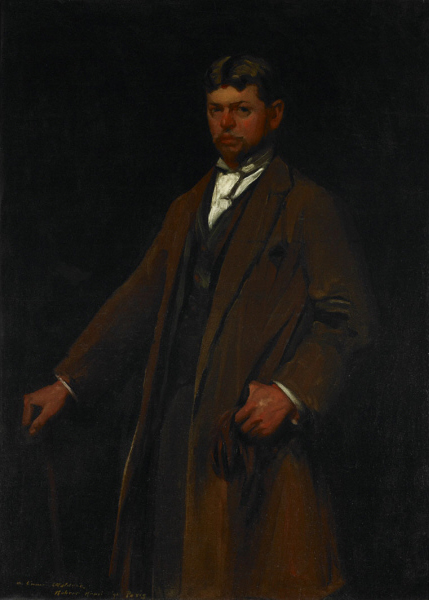
Robert Henri: Portrait of Carl Gustav Waldeck, 1896
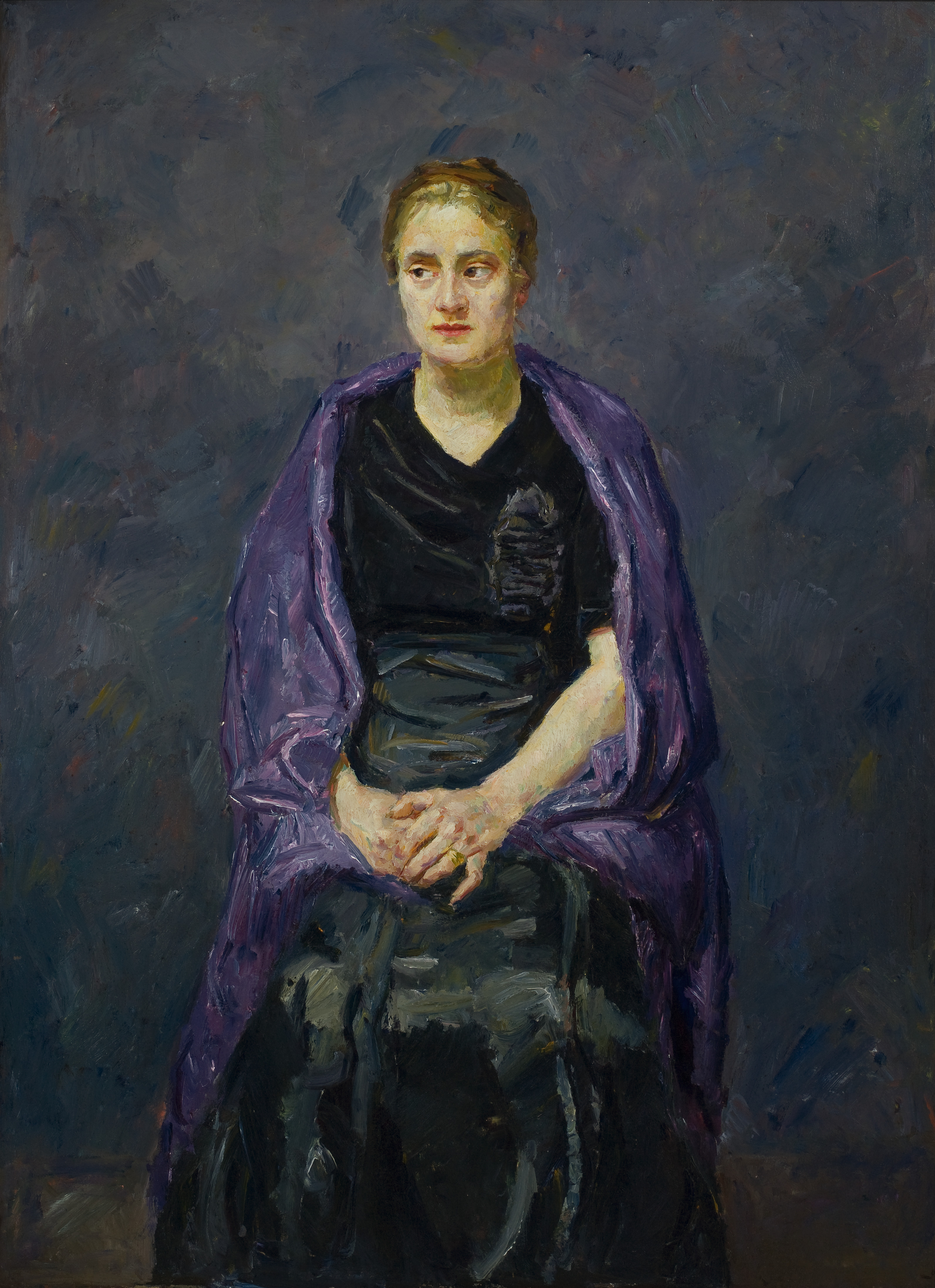
Max Beckmann: Portrait of Mink with Violet Shawl, 1910
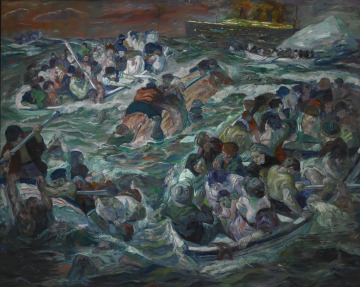
Max Beckmann: Sinking of the Titanic, 1912/1913
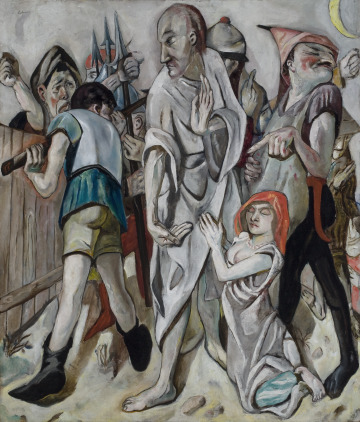
Max Beckmann: Christ and the Sinner 1917